# 동서고가도로

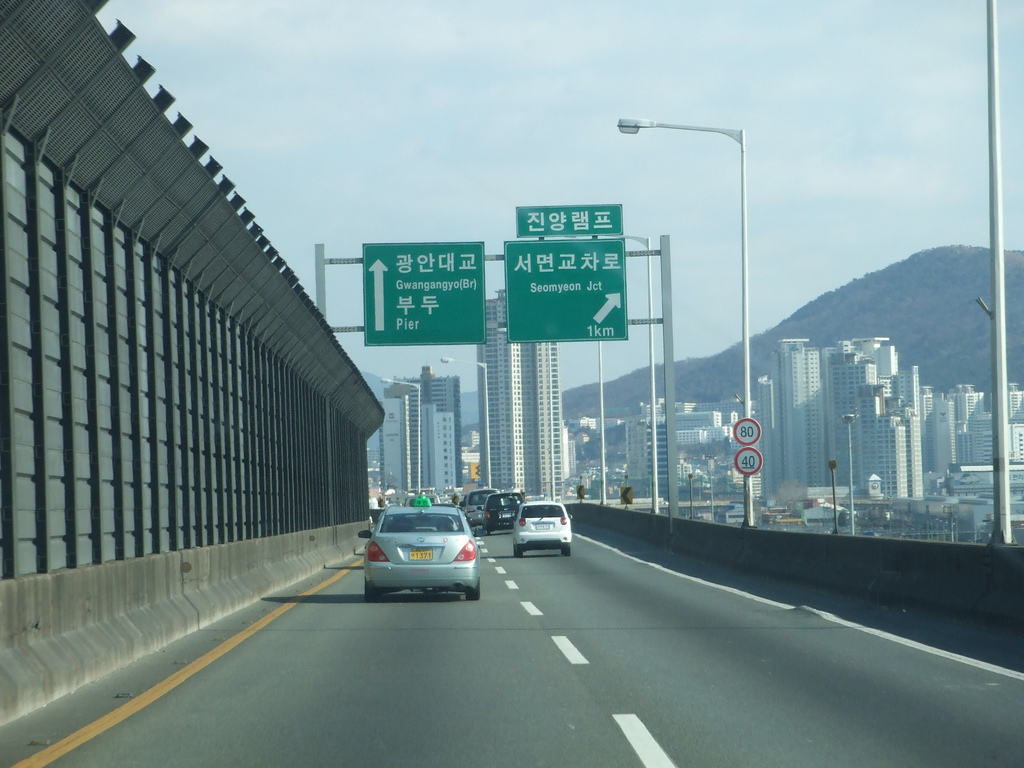
진양램프 부근

동서고가도로(東西高街道路, 부산광역시도 제22호선, 부산제2도시고속도로) 줄여서 동서고가로(東西高街路)는 두 번째로 개통된 부산광역시의 도시고속화도로이다. 남쪽은 우암고가도로(牛岩高街道路, 우암고가로)이라고도 한다.
1988년 4월부터 1994년 12월까지 4,633억원을 투입하여 건설된 것으로 부두 (8부두, 문현램프)와 남해고속도로제2지선(서부산낙동강교)를 동서로 연결하는 총연장 14.8km의 제2도시고속도로이다. 2단계에 걸쳐 1992년 12월 9일 학장램프에서 문현 R까지 우선 개통되었고, 1994년 12월 24일에 전 구간이 개통되었다. 그러나 1998년 2월 28일 문현 R에서 감만동까지 우암고가로 이름을 지어져서 연장 노선이 개통되었다. 1993년 9월부터 유료 도로로 전환되어 개금 요금소를 설치해 2015년 12월까지 통행료를 징수할 예정이었으나 2009년 8월 1일 부산광역시 유료도로 통행료 징수 등에 관한 조례가 개정되면서 전면 무료화되었다.
노선은 부산광역시 사상구 감전동 감전램프에서 시작하여 남구 감만동 감만사거리까지 이어지며, 진출입은 감전램프, 학장램프, 주례램프, 진양램프, 범내골램프, 황령램프, 문현램프, 7부두램프, 감만사거리에서 가능하다.
남해고속도로제2지선과 접하여 부산시내로 빠르게 접근할 수 있도록 하고 있으며 컨테이너 물동량 수송에 중요한 역할을 하고 있다.
1999년부터 부산시설공단에서 관리 업무를 맡고 있다. 2007년 3월 21일 우암고가로와 함께 전 구간이 국토교통부에 의해 자동차전용도로로 지정되어 있어, 보행자와 자전거 등은 통행할 수 없다. 이륜자동차(모터사이클 혹은 오토바이)는 긴급자동차(싸이카 및 소방용 모터사이클 등)에 한해 통행이 가능하며, 그 밖의 이륜자동차는 통행할 수 없다.

## 연혁
- 2007년 3월 21일: 자동차 전용도로 구간에 우암고가로 구간도 포함[2]
- 2009년 8월 1일: 통행료 폐지로 무료화[3][4]

## 구성
차선수
- 전 구간 왕복 4차선

총연장
- 14.8km

제한속도
- 70km/h 이하

## 주요 경유지
- 부산광역시
  - 사상구 감전동 - 부산진구 개금동  - 남구 감만동

## 사상 ~ 해운대 지하고속도로 건설 구간
* 위치: 부산광역시 사상구 감전동 ~ 해운대구 송정동
- 성과: 남해·부울고속도로(동해고속도로) 연결, 전국 U자 형 고속도로 완성
- 연장: 22.8km, 왕복 4차로 ~ 왕복 6차로
- 사업비: 2조 188억원
- 건설: 주식회사 GS건설
- 착공: 2021년
- 완공: 2027년
- 비고: 평균 지하 50m 고속도로 건설로 인한 사상 ~ 해운대간 교통시간 단축(1시간 20분 → 30분) 기대, 전 구간을 철거해도 일부는 공중정원으로 활용하는 방안 검토, 인근 지역 상당한 주거환경 개선 호재 가능성(주례동, 개금동, 당감동), 개금주공아파트 재건축 기대, 도심 불균형 해소

2017년부터 도시재생 고가도로 철거 사업에 동서고가도로 사상 ~ 진양램프까지 철거가 예정되어 있다. 전 구간이 김해국제공항 고속도로(대심도)에 해당되어 있다.
철도선로 지하화, 대단지 형성이 계획되어 있다.
2021년 착공하여 2027년에 완공될 예정이고 목표 완공 시기는 7년 이상이 걸릴 전망이다.
철거되고 나서 사상 ~ 해운대간 지하차도가 건설될 예정이다.
민자 적격성 조사(대심도민적격성검사) 발표 때 도심도사업이 완료될 때 부분철거될지 전 도로 철거가 될지는 미정이다. 2030 등록엑스포 부지 활용 등의 문제로 전 구간으로 철거 논의 대상이 확대되는 모습이다.

## 노선
우암고가로와 함께 전 구간이 국토교통부에 의해 자동차 전용도로로 지정. 보행자와 자전거의 통행 금지. 이륜자동차 (모터사이클 혹은 오토바이)는 긴급자동차 (싸이카 및 소방용 모터사이클 등)에 한해 통행 가능.
- 시설물
  - IC : 나들목(Interchange)

- (■): 자동차 전용도로 구간

| 종류                       | 이름        | 접속 노선                                                       | 소재지     | 소재지   | 비고                                        |
| -------------------------- | ----------- | --------------------------------------------------------------- | ---------- | -------- | ------------------------------------------- |
| IC                         | 감만동 시점 | 제8부두                                                         | 부산광역시 | 남구     | 감만동 방면 진출, 낙동대교 방면 진입만 가능 |
| IC                         | (이름 없음) | 부산광역시도 제11호선 (번영로) 부산광역시도 제33호선 (관문대로) | 부산광역시 | 남구     | 감만동 방면 진입, 낙동대교 방면 진출만 가능 |
| IC                         | 문현        | 전포대로                                                        | 부산광역시 | 남구     | 감만동 방면 진출, 낙동대교 방면 진입만 가능 |
| IC                         | 황령        | 황령대로                                                        | 부산광역시 | 부산진구 | 감만동 방면 진출, 낙동대교 방면 진입만 가능 |
| IC                         | 범내골      | 신천대로 황령대로                                               | 부산광역시 | 부산진구 | 감만동 방면 진출, 낙동대교 방면 진입만 가능 |
| IC                         | 진양        | 백양대로                                                        | 부산광역시 | 부산진구 | 감만동 방면 진출, 낙동대교 방면 진입만 가능 |
| -                          | 개금 요금소 |                                                                 | 부산광역시 | 부산진구 | 철거됨                                      |
| IC                         | 주례        | 백양대로                                                        | 부산광역시 | 사상구   | 감만동 방면 진입, 낙동대교 방면 진출만 가능 |
| IC                         | 학장        | 가야대로                                                        | 부산광역시 | 사상구   | 감만동 방면 진입, 낙동대교 방면 진출만 가능 |
| IC                         | 감전        | 가야대로                                                        | 부산광역시 | 사상구   | 감만동 방면 진입, 낙동대교 방면 진출만 가능 |
| IC                         | 사상        | 가야대로                                                        | 부산광역시 | 사상구   | 감만동 방면 진출, 낙동대교 방면 진입만 가능 |
| 남해고속도로제2지선과 직결 |             |                                                                 |            |          |                                             |

### 이용안내
- 과거 남포동, 영도에서 부산외대, 감만동으로 갈 경우 부산항배후도로를 통해 7부두 IC에서 진입할 수 있으나 감만동에서 7부두 IC를 통하여 부산항배후도로를 이용할 경우 수정터널 방향으로만 통행할 수 있었다. 하지만 지금은 부산항순환도로가 완전 개통되어 감만동에서 부산역, 남포동 방향으로 갈 때에도 동서고가도로 이용이 가능하다.
- 자동차전용도로로 지정되어 있어 자전거, 보행자 등의 통행이 금지되어 있다. 이륜자동차 (모터사이클 혹은 오토바이)는 긴급자동차 (싸이카 및 소방용 모터사이클 등)에 한해 통행이 가능하며, 그 밖의 이륜자동차는 통행을 할 수 없다. 또한 부산항배후도로 (5부두 ~ 7부두 IC) 구간도 자동차전용도로로 지정되어 있다.
- 2009년 8월 16일부터 8월 29일까지 주례 IC의 통행이 진출입 모두 금지되었다. 이는 동서고가로 무료화에 따른 차량 유입 증가에 따른 정체 현상을 방지하고자 하는 조치이며, 시범 기간 동안 성과가 좋으면 추후 주례 IC를 영구 통행금지를 한다는 취지였다. 현재는 자유롭게 통행 가능하다.
- 2009년 9월 7일부터 주말 (토·일), 공휴일은 제외한 월 ~ 금 (오후 6시 ~ 오후 8시) 문현 방향 주례 IC에 램프미터링 (ramp metering)[10]을 적용한다.
- 2015년 8월 3일부터 주말 (토·일), 공휴일은 제외한 월 ~ 금 (오전 7시 ~ 오전 9시) 사상 방향 진양 IC에 램프미터링을 실시하였다.
- 무료화되면서 이용 차량이 증가하고 있으며, 구 개금 요금소 철거로 인한 교통체증과 민원이 발생한다.
- 특히 동서고가로의 종점인 서부산낙동강교에서 서부산 나들목까지의 정체가 매우 극심하다. (평일 오전 출근 시간대)
- 모든 차량들은 주례 램프와 진양 램프 사이에 있는 옛 개금 요금소 터를 거치지 않고는 동서고가로에 들어갔다 나올 수 없다. (단, 감전 ~ 사상, 부두 ~ 감만 구간은 제외된다.) 한마디로, 감전 램프에서 진입한 차량은 진양 램프 이후부터 진출 가능하다. 반대로, 황령산터널을 지나 황령산 램프로 진입하는 차량들은 주례 램프 이후부터 진출가능하다.

## 통행료 징수 문제
동서고가로를 건설하는데는 총 4633억원이 소요되었으며, 이 가운데 1620억원은 기부채납으로 모은 비용이었다. 건설 비용을 갚기 위해서 1992년 12월 개통 이후 1993년 8월부터 문현 램프 기점으로 8.5km지점, 감전 램프 기점으로 5.5km지점인 개금 요금소에서 승용차 기준 편도 600원의 요금을 부과하였다. 기부채납 상환은 1998년에 모두 완료되었으나, 부산광역시는 유지보수비용을 마련하기 위해 통행료를 계속 징수했다.
그러나 통행료 징수로 인해 심각한 정체 현상이 발생하였으며, 2008년 기준으로 연간 교통혼잡비용은 93억원에 달했다. 이는 연간 전체 통행료 174억원 가운데 유지보수비 74억원을 제외한 순수 통행료 수익 100억원과 맞먹는 비용으로, 통행료를 징수하는 것이 별 이득이 없다고 판단한 부산광역시는 2009년 8월부터 동서고가로의 전 구간을 통행료 징수 없이 전면 무료화하기로 선언하였다. 무료화 선언 이후, 개금 요금소는 철거되었다.